# ジャン・パスパルトゥー

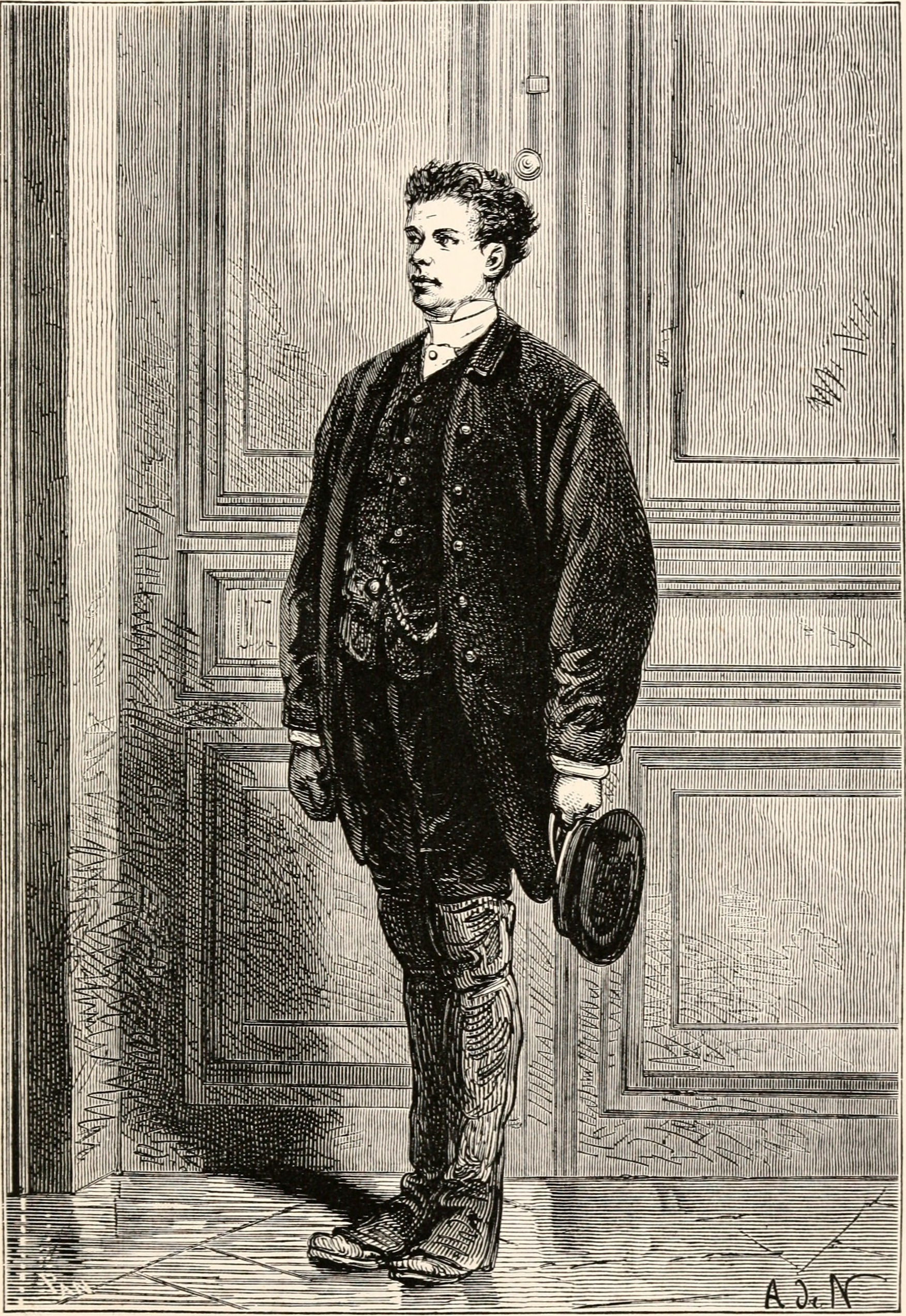
ジャン・パスパルトゥー
アルフォンス・ド・ヌヴィル画

ジャン・パスパルトゥー (英,Jean Passepartout) は、ジュール・ヴェルヌの小説、「八十日間世界一周」に登場する架空の人物。
作品の主人公、フィリアス・フォッグ卿に仕えるフランス人の下男。「パスパルトゥー」とはフランス語で、「親鍵(マスターキー、スケルトンキー)」を意味していて、彼がやりくりの名人なため、この仇名がついた。年齢は30代である。

## 人物
丸い顔で、血色が良く、髪は栗色である。世話好き。艶歌士、サーカスの軽業士、体操教師、消防士など、多くの職業を経験しており、落ち着いた家庭の生活を送りたいと感じ、イギリスへ来て、下男になった。根っからのパリジャンである。

### 80日間世界一周
フィリアス・フォッグ卿は、イギリス、ロンドンのサヴィル・ロー街の屋敷に住む、独身の紳士である。フォッグの前の下男はひげそりに使うお湯の温度を華氏で2度間違えたために解雇されてしまい、新たにこれまた規則正しい生活態度を尊ぶフランス人のパスパルトゥーが雇われた。パスパルトゥーは、ここで落ち着いた生活が送れると喜んでいた。
その日の夜、リフォーム・クラブでフォッグは会員たちと新聞のある記事について議論をした。「イギリス領インド帝国に新たに鉄道が設けられた」という記事と、それに伴って以下のように80日で世界一周ができるという計算結果が載っており、フォッグはこれが実現可能なものであると主張する。 フォッグはこれを立証するために自ら世界一周に出ることを宣言し、自分の全財産の半分にあたる20,000ポンドをクラブの会員たちとの賭け金にする。残りは旅費に充てるため、期限内に世界一周を果たせなかった場合、全財産を失うことになる。フォッグは当惑するパスパルトゥーを伴って、10月2日午後8時45分発の列車でロンドンを出発したのであった。

## 他メディア
| サブスタブ | この項目は、まだ閲覧者の調べものの参照としては役立たない、書きかけの項目です。この項目を加筆・訂正などしてくださる協力者を求めています。このテンプレートは分野別のサブスタブテンプレートやスタブテンプレート（Wikipedia:分野別のスタブテンプレート参照）に変更することが望まれています。 |